# Callisia tehuantepecana
Callisia tehuantepecana är en himmelsblomsväxtart som beskrevs av Eizi Matuda. Callisia tehuantepecana ingår i släktet sköldpaddstuvor, och familjen himmelsblomsväxter. Inga underarter finns listade.